# Latim tardio
"Latim tardio" (latim: Latinitas serior) se refere à forma do latim literário da antiguidade tardia. De acordo com algumas definições, tal período começa no século III e termina no século VI, indo até o século VII na Península Ibérica. Esta versão relativamente ambígua do latim é usada para definir o período transitório entre o latim clássico e o latim medieval. Acadêmicos não possuem um consenso a respeito de quando exatamente termina o latim clássico e começa o latim medieval.
Como se trata de uma língua escrita, latim tardio não é o mesmo que latim vulgar, o ancestral das línguas latinas. Apesar de refletir um aumento do uso do vocabulário e construtos do latim vulgar, o latim tardio é em grande parte clássico quanto às suas características gerais, dependendo de qual autor o utiliza. Alguns escritos em latim tardio são mais literários e clássicos, enquanto outros tendem mais ao vernáculo. Além disso, o latim tardio não é idêntico ao latim cristão patrístico, usado nas obras teológicas dos primeiros Pais da Igreja. Embora alguns escritos cristãos da época utilizem uma variação do latim tardio, pagãos tais como Amiano Marcelino e Macróbio também possuem obras em latim tardio, principalmente das primeiras partes do período.
O latim tardio surgiu numa época em que grandes quantidades de povos que não falavam latim às fronteiras do império estavam sendo absorvidos e assimilados, enquanto a ascensão do cristianismo introduzia uma divisão acentuada na sociedade romana, criando uma necessidade maior de uma língua padrão para comunicação entre diferentes registros socioeconômicos e regiões muito separadas uma da outra no império em expansão. Uma fala nova e mais universal evoluiu dos principais elementos: latim clássico, latim cristão, que incluía o sermo humilis (fala comum) no qual as pessoas se referiam e todos os vários dialetos do latim vulgar.
O linguista Antoine Meillet escreveu:
"Sem sua aparência exterior mudar muito, o latim tornou-se, no curso da época imperial, um novo idioma... Servindo como uma espécie de língua franca a um grande império, o latim tendia à simplificação, para manter, acima de tudo, o que tinha de trivial."

## Exemplos de autores que escreviam em latim tardio

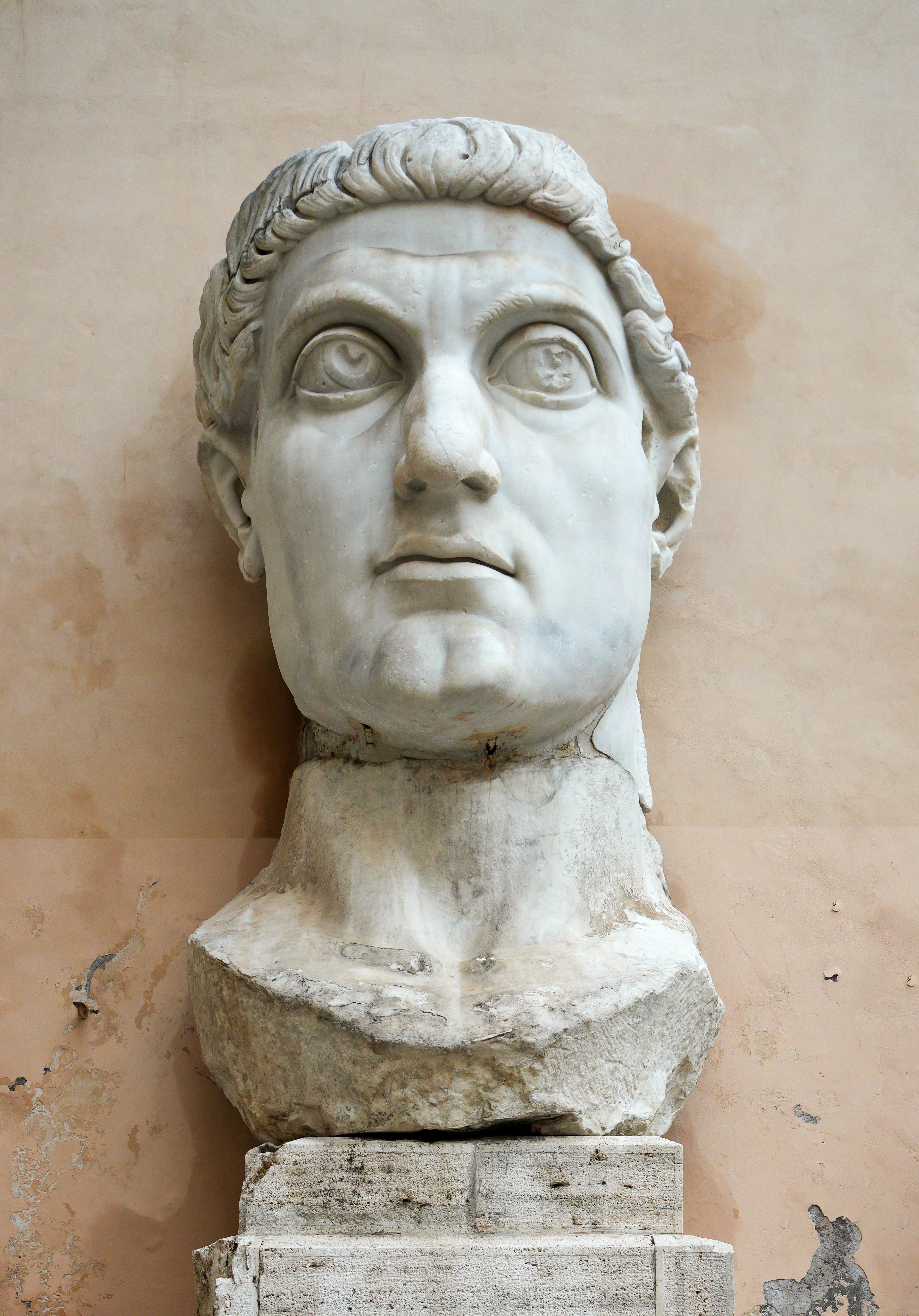
Constantino

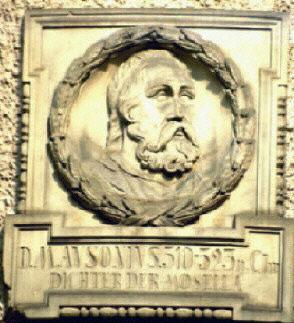
Ausônio

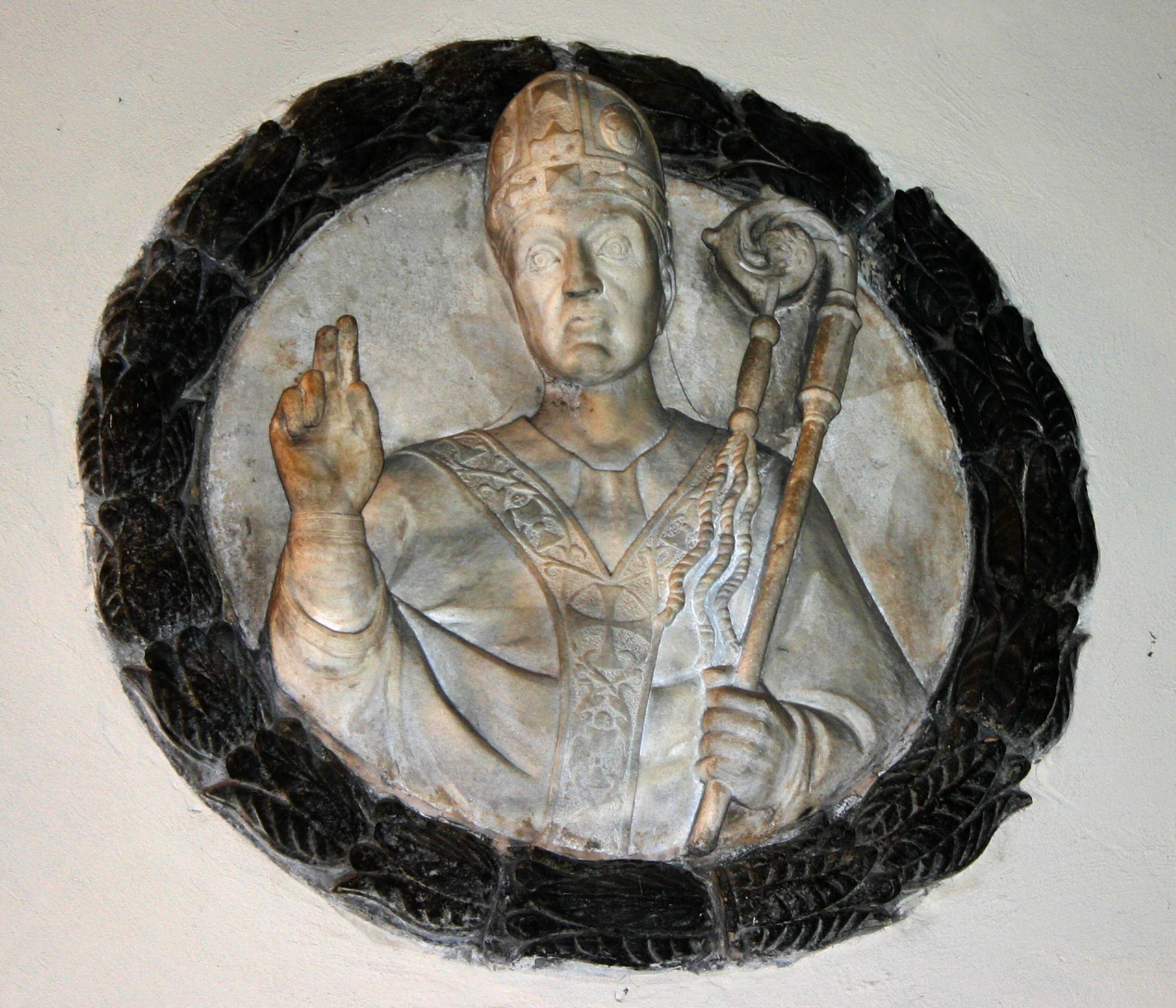
Ambrósio de Mediolano

- Domício Ulpiano (170–228), jurista, funcionário público
- Censorino (século III), historiador, ensaísta
- Tertuliano (160–220), "o pai do Cristianismo Latino", polemista contrário à heresia
- Cipriano de Cartago (200–258), retórico convertido, bispo de Cartago, mártir, santo
- Novaciano (200–258), teólogo, papal rival, excomungado
- Quinto Sereno Sammonico (século II, início do século III), acadêmico, educador
- Comodiano (século III), poeta, educador cristão
- Lactâncio (240–320), retórico convertido, acadêmico, apologista cristão e educador
- Amiano Marcelino (século IV), soldado, funcionário público, historiador
- Claudiano (século IV), poeta da corte
- Gaio Júlio Solino  (século III ou IV), escritor tópico
- Áquila Romano (século III), retórico
- Élio Festo Aftônio (século III ou IV), gramático
- Calcídio (século IV), tradutor
- Arnóbio de Sica (século IV), apologista cristão
- Constantino (272–337), primeiro imperador cristão
- Juvenco (século IV), poeta cristão
- Júlio Fírmico Materno (século IV), convertido, escritor pagão e cristão
- Élio Donato (século IV), gramático, retórico, educador
- Sexto Aurélio Vítor (320–390), funcionário público, historiador
- Eutrópio (século IV), funcionário público, historiador
- Ausônio (c. 310 – 395), poeta, retórico, educador, amigo da família imperial
- Cláudio Mamertino (século IV), funcionário público, panegiricista, estelionatário
- Hilário de Poitiers (século IV), neoplatonista convertido, teólogo, bispo de Poitiers, santo
- Ambrósio de Mediolano (337/340–397), teólogo, bispo de Milão, santo
- Lúcifer de Cagliari (d. 370/371), teólogo, bispo de Sardenha
- Prisciliano (d. 385), teólogo, primeira pessoa executada como herege
- Avieno (século IV), funcionário público, poeta, tradutor
- Prisciano (fl. 500), gramático

período.
escreveu: 